# یوانیس آندرئو
یوانیس آندرئو (یونانی: Ιωάννης Ανδρέου) یک شناگر اهل یونان بوده است.
از افتخارات وی میتوان به کسب مدال نقره ۱۲۰۰ متر آزاد در بازی‌های المپیک تابستانی ۱۸۹۶ اشاره کرد.